# Мета (часопис, 1908)
Мета — часопис українських поступових жінок, заснований у 1908 році. 
Засновниками часопису були члени львівського «Кружка українок» Дарія Старосольська, Олена Залізняк-Охримович, Ірина Січинська. Адреса редакції та адміністрації містилася на пл.Ринок, 10/1.
Виходив часопис два рази на місяць.
Наступником «Мети» став часопис робітничого жіноцтва під назвою «Наша Мета», який вийшов 1 листопада 1919 року.